# Chaudefontaine (Marne)
Chaudefontaine é uma comuna francesa na região administrativa do Grande Leste, no departamento de Marne. Estende-se por uma área de 12.98 km², e possui 318 habitantes, segundo o censo de 2018, com uma densidade de 24 hab/km².